# Selección femenina de sóftbol del Perú
La Selección femenina de sóftbol del Perú es el conjunto que representa al país en las principales competencias de este deporte a nivel mundial, continental y regional. En el 2016 participó por primera vez en el Campeonato Mundial de Sóftbol Femenino de 2016 en Canadá ubicándose en el puesto 21. En el 2022 logró su clasificación a los Juegos Panamericanos Santiago 2023.

### Campeonato Mundial
| 1965 | Melbourne     | Sin información | Sin información | Sin información |
| 1970 | Osaka         | Sin información | Sin información | Sin información |
| 1974 | Stratford     | Sin información | Sin información | Sin información |
| 1978 | San Salvador  | Sin información | Sin información | Sin información |
| 1982 | Taipéi        | Sin información | Sin información | Sin información |
| 1986 | Auckland      | Sin información | Sin información | Sin información |
| 1990 | Normal        | Sin información | Sin información | Sin información |
| 1994 | St. John's    | Sin información | Sin información | Sin información |
| 1998 | Fujinomiya    | Sin información | Sin información | Sin información |
| 2002 | Saskatoon     | Sin información | Sin información | Sin información |
| 2006 | Beijing       | Sin información | Sin información | Sin información |
| 2010 | Caracas       | Sin información | Sin información | Sin información |
| 2012 | Whitehorse    | Sin información | Sin información | Sin información |
| 2014 | Haarlem       | Sin información | Sin información | Sin información |
| 2016 | Surrey        | 21°             | 4               | 4               |
| 2018 | Chiba         |                 |                 |                 |
| 2020 | Por definirse |                 |                 |                 |

#### Copa Mundial Sub-12
- Subcampeón: 2019.[5]

### Campeonato Panamericano
| 1987 | Lima                | Participó       |
| 1991 | Venezuela           | Sin información |
| 1994 | Ciudad de Guatemala | Sin información |
| 1995 |                     | Participó       |
| 1997 | Medellín            | Sin información |
| 2001 | Maracay             | Sin información |
| 2005 | Ciudad de Guatemala | Sin información |
| 2009 | Maracay             | Participó       |
| 2013 | Guaynabo            | 13°             |
| 2017 | Santo Domingo       | Disputándose    |
| 2021 | Por definirse       |                 |

Datos:

### Campeonato Suramericano
| 1981 | Perú      | Participó |
| 1984 | Perú      | Participó |
| 1985 |           | Participó |
| 1989 | Perú      | Participó |
| 1991 |           | Participó |
| 1992 |           | Participó |
| 1997 |           | Participó |
| 2000 |           | Participó |
| 2004 | Medellín  |           |
| 2011 | Cartagena | Participó |
| 2014 | Bogotá    |           |
| 2016 | Cartagena | Participó |

## Campeonatos juveniles

### Campeonato Mundial Sub-19
| 1981 | Edmonton      | Sin información |
| 1985 | Fargo         | Sin información |
| 1987 | Oklahoma City |                 |
| 1991 | Adelaida      | Sin información |
| 1995 | Normal        |                 |
| 1999 | Taipéi        |                 |
| 2003 | Nankín        |                 |
| 2007 | Enschede      |                 |
| 2011 | Cape Town     |                 |
| 2013 | Brampton      |                 |
| 2015 | Oklahoma City |                 |
| 2017 | Clearwater    | 19°             |
| 2019 | Irvine        | Por definirse   |

### Campeonato Panamericano Sub-19
| 2002 | Hermosillo | Sin información |
| 2006 | Maunabo    | Sin información |
| 2010 | Bogotá     | Sin información |

### Campeonato Sudamericano Sub-19
| 2006 | Lima    |                 |
| 2015 | Chincha | Sin información |

### Campeonato Sudamericano Sub-17
| 1994 | Bandera de Perú | Participó |
| 1995 |                 | Participó |
| 1996 | Bandera de Perú | Participó |
| 1998 |                 | Participó |
| 2002 |                 | Participó |
| 2003 | Bandera de Perú | Participó |

### Campeonato Sudamericano Sub-15
Titulos: 2 (2019, 2021)

## Juegos multideportivos

### Juegos Olímpicos
El sóftbol comenzó a disputarse en la XXVI edición de los Juegos Olímpicos, realizados en el año 1996, solamente en la rama femenina, pues el COI considera al béisbol y al sóftbol como un mismo deporte. En las ediciones XXX (año 2012) y XXXI (año 2016), no se disputó. 
| Campeonato Sudamericano Sub-15 | Campeonato Sudamericano Sub-15 | Campeonato Sudamericano Sub-15                | Campeonato Sudamericano Sub-15 | Campeonato Sudamericano Sub-15 | Campeonato Sudamericano Sub-15 | Campeonato Sudamericano Sub-15 | Campeonato Sudamericano Sub-15 |
| Año                            | Sede(s)                        | Pos.                                          |                                |                                |                                |                                |                                |
| ------------------------------ | ------------------------------ | --------------------------------------------- | ------------------------------ | ------------------------------ | ------------------------------ | ------------------------------ | ------------------------------ |
| 2002                           | Guayaquil                      |                                               |                                |                                |                                |                                |                                |
| 2003                           | Lima                           | 2° Perú (Equipo Rojo) 4° Perú (Equipo Blanca) |                                |                                |                                |                                |                                |
| 2004                           | Caracas                        |                                               |                                |                                |                                |                                |                                |
| 2008                           | Maracay                        |                                               |                                |                                |                                |                                |                                |
| 2011                           | Maracay                        |                                               |                                |                                |                                |                                |                                |
| 2015                           |                                | Participó                                     |                                | 2015                           | Chincha                        |                                |                                |

| 1996 | XXVI   | Atlanta        | No clasificó   |
| 2000 | XXVII  | Sídney         | No clasificó   |
| 2004 | XXVIII | Atenas         | No clasificó   |
| 2008 | XXIX   | Pekín          | No clasificó   |
| 2012 | XXX    | Londres        | No hubo torneo |
| 2016 | XXXI   | Río de Janeiro | No hubo torneo |
| 2020 | XXIII  | Tokio          | Por disputarse |

### Juegos Panamericanos
El sóftbol comenzó a disputarse en la VIII edición de los Juegos Panamericanos, realizados en el año 1979. 
| 1979 | VIII  | San Juan       |           |
| 1983 | IX    | Caracas        |           |
| 1987 | X     | Indianápolis   | Participó |
| 1991 | XI    | La Habana      |           |
| 1995 | XII   | Mar del Plata  |           |
| 1999 | XIII  | Winnipeg       |           |
| 2003 | XIV   | Santo Domingo  |           |
| 2007 | XV    | Río de Janeiro |           |
| 2011 | XVI   | Guadalajara    |           |
| 2015 | XVII  | Toronto        |           |
| 2019 | XVIII | Lima           | 6º        |
| 2023 | XIX   | Por definirse  |           |

Juegos Panamericanos Junior
Cuarto lugar: 1 (2021)

### Juegos Suramericanos
El sóftbol solo se ha disputado en la V edición de los Juegos Suramericanos, realizados en el año 1994. En varias subsecuentes ediciones no se realizó por no contar con la participación mínima requerida. 
| 1994 | V    | Valencia          |                |
| 1998 | VI   | Cuenca            | No hubo torneo |
| 2002 | VII  | Sao Paulo         |                |
| 2006 | VIII | Buenos Aires      | No hubo torneo |
| 2010 | IX   | Medellín          | 4°             |
| 2014 | X    | Santiago de Chile | No hubo torneo |
| 2018 | XI   | Cochabamba        | Por disputarse |
| 2022 | XII  | Por definirse     |                |

### Juegos Bolivarianos
| 1970 | VI    | Maracaibo                   | Sin información |
| 1973 | VII   | Ciudad de Panamá            | Sin información |
| 1977 | VIII  | La Paz                      | No hubo torneo  |
| 1981 | IX    | Barquisimeto                | Participó       |
| 1985 | X     | Cuenca, Ambato y Portoviejo | No hubo torneo  |
| 1989 | XI    | Maracaibo                   | Sin información |
| 1993 | XII   | Cochabamba y Santa Cruz     | No hubo torneo  |
| 1997 | XIII  | Arequipa                    | Sin información |
| 2001 | XIV   | Ambato                      | 3°              |
| 2005 | XV    | Armenia y Pereira           | No hubo torneo  |
| 2009 | XVI   | Sucre                       | 3°              |
| 2013 | XVII  | Trujillo                    | Participó       |
| 2017 | XVIII | Santa Marta                 | Por disputarse  |
| 2021 | XIX   | Por definirse               |                 |